# Maupasia magna
Maupasia magna är en ringmaskart som beskrevs av Rowland Southern 1909. Maupasia magna ingår i släktet Maupasia och familjen Lopadorrhynchidae. Inga underarter finns listade i Catalogue of Life.